# Operador Laplace-Beltrami
En geometria diferencial, l'operador de Laplace-Beltrami és una generalització de l'operador de Laplace a funcions definides en subvarietats de l'espai euclidià i, encara més generalment, en varietats riemannianes i pseudo-riemannianes. Porta el nom de Pierre-Simon Laplace i Eugenio Beltrami.
Per a qualsevol funció de valor real doblement diferenciable f definida a l'espai euclidià Rn, l'operador de Laplace (també conegut com laplacià ) porta f a la divergència del seu camp vectorial gradient, que és la suma de les n derivades segones pures de f respecte a cada vector d'una base ortonormal per a Rn. Igual que el laplacià, l'operador de Laplace-Beltrami es defineix com la divergència del gradient, i és un operador lineal que pren funcions en funcions. L'operador es pot estendre per operar sobre tensors com la divergència de la derivada covariant. Alternativament, l'operador es pot generalitzar per operar en formes diferencials utilitzant la divergència i la derivada exterior. L'operador resultant s'anomena operador de Laplace–de Rham (anomenat després de Georges de Rham).

## Detalls
L'operador Laplace-Beltrami, com el Laplacià, és la divergència (riemanniana) del gradient (riemannià):
{\displaystyle \Delta f={\rm {div}}(\nabla f).}
És possible una fórmula explícita en coordenades locals.
Suposem primer que M és una varietat de Riemann orientada. L'orientació permet especificar una forma de volum definida a M, donada en un sistema de coordenades orientat x i per
{\displaystyle \operatorname {vol} _{n}:={\sqrt {|g|}}\;dx^{1}\wedge \cdots \wedge dx^{n}}
on |g| := |det(gij)| és el valor absolut del determinant del tensor mètric, i els dxi són les formes 1 que formen el marc dual al marc
{\displaystyle \partial _{i}:={\frac {\partial }{\partial x^{i}}}}
del feix tangent {\displaystyle TM} i {\displaystyle \wedge } és el producte de falca.
La divergència d'un camp vectorial {\displaystyle X} a la varietat es defineix llavors com la funció escalar {\displaystyle \nabla \cdot X} amb la propietat
{\displaystyle (\nabla \cdot X)\operatorname {vol} _{n}:=L_{X}\operatorname {vol} _{n}}
on L X és la derivada de Lie al llarg del camp vectorial X. En coordenades locals, s'obté
{\displaystyle \nabla \cdot X={\frac {1}{\sqrt {|g|}}}\partial _{i}\left({\sqrt {|g|}}X^{i}\right)}
on aquí i sota la notació d'Einstein està implícita, de manera que l'índex repetit i es suma.
El gradient d'una funció escalar ƒ és el camp vectorial grad f que es pot definir mitjançant el producte interior {\displaystyle \langle \cdot ,\cdot \rangle } a la varietat, com
{\displaystyle \langle \operatorname {grad} f(x),v_{x}\rangle =df(x)(v_{x})}
per a tots els vectors v x ancorats al punt x de l'espai tangent T x M de la varietat en el punt x. Aquí, d ƒ és la derivada exterior de la funció ƒ; és una forma que pren l'argument v x. En coordenades locals, un té
{\displaystyle \left(\operatorname {grad} f\right)^{i}=\partial ^{i}f=g^{ij}\partial _{j}f}
on g ij són les components de la inversa del tensor mètric, de manera que gijgjk = δik amb δ i k el delta de Kronecker.
Combinant les definicions del gradient i la divergència, la fórmula de l'operador de Laplace-Beltrami aplicat a una funció escalar ƒ és, en coordenades locals
{\displaystyle \Delta f={\frac {1}{\sqrt {|g|}}}\partial _{i}\left({\sqrt {|g|}}g^{ij}\partial _{j}f\right).}
Si M no està orientat, aleshores el càlcul anterior es porta a terme exactament com es presenta, excepte que la forma del volum s'ha de substituir per un element de volum (una densitat més que una forma). Ni el gradient ni la divergència depenen realment de l'elecció de l'orientació, de manera que el propi operador de Laplace-Beltrami no depèn d'aquesta estructura addicional.